# マナビィ
マナビィは、生涯学習のマスコット。全国生涯学習フェスティバルのマスコットとして初出。現在、国・地方自治体等における生涯学習啓発活動にて幅広くマスコットとして採用されている。またその名称は文部科学省の月刊誌「マナビィ」にも使用される。

## 概要
文部科学省の依頼による石ノ森章太郎デザイン。
名前の由来は生涯学習の「学び」とハチの「bee」を合成。触角は「学」の字に角が3本あることからマナビィの触角は3本。手前に持っている壺には、聖書に出てくる「マナ」という食べ物が入っている設定。

## 全国生涯学習フェスティバル
生涯学習に関する学習活動の成果を発表を行う各県で開催される祭典。愛称は「まなびピア」である。
1988年11月、千葉県で開催された「第1回全国生涯学習フェスティバル」からマナビィがマスコット及びシンボルマークとして使用される。

## 学びんピック
学びんピックは、児童及び生徒の学習意欲の向上を図るため、全国的規模の大会に対して文部科学省が支援する事業。マナビィがイメージキャラクター及びロゴマークに使用される。